# Андгуладзе, Давид Ясонович
Давид Ясонович Андгуладзе (груз. დავით იასონის ძე ანდღულაძე; 1895—1973) — грузинский, советский оперный певец (драматический тенор), педагог. Народный артист СССР (1950).

## Биография
Давид Андгуладзе родился 3 (15) октября 1895 года в селе Бахви (ныне в крае Гурия, Грузия).
С 1925 года выступал в Тифлисской оперной студии под руководством К. А. Марджанишвили. В 1926 году дебютировал в партии Ричарда (опера «Бал-маскарад» Дж. Верди) на сцене Грузинского театра оперы и балета (Тифлис, ныне Тбилиси).
В 1927 году окончил Тбилисскую консерваторию (класс профессора Е. А. Вронского).
В 1927—1929 годах — солист Московского оперного театра им. К. С. Станиславского (ныне Московский академический музыкальный театр им. К. С. Станиславского и В. И. Немировича-Данченко).
С 1929 по 1933 и с 1935 по 1955 год — солист Грузинского театра оперы и балета им. З. П. Палиашвили (в 1945—1949 — художественный руководитель).
В 1933—1935 годах — солист Большого театра (Москва).
Выступал в концертах и как камерный певец.
Гастролировал во многих городах СССР.
С 1946 года преподавал в Тбилисской консерватории им. В. Сараджишвили (с 1958 — профессор). Среди его учеников Зураб Анджапаридзе, Нодар Андгуладзе, Зураб Соткилава.
В 1946 году вступил в ВКП(б).
Умер 29 ноября 1973 года в Тбилиси. Похоронен в Дидубийском пантеоне.

### Семья
- Сын — Нодар Андгуладзе (1927—2013), оперный певец. Народный артист Грузинской ССР (1965).

## Звания и награды
- Народный артист Грузинской ССР (1941)
- Народный артист СССР (1950)
- Сталинская премия (1947) — за исполнение заглавной партии в опере «Сказание о Тариэле» Ш. М. Мшвелидзе
- Государственная премия Грузинской ССР им. З. П. Палиашвили (1973)
- Два ордена Ленина (1946, 1950[5])
- Орден Трудового Красного Знамени (14.01.1937) — за выдающиеся заслуги в деле развития грузинского оперного искусства, грузинской музыки, песен и танцев

## Репертуар
- «Сказание о Тариэле» Ш. М. Мшвелидзе — Тариэль[2]
- «Абесалом и Этери» З. П. Палиашвили — Абесалом
- «Даиси» З. П. Палиашвили — Малхаз
- «Сказание о Шота Руставели» Д. И. Аракишвили — Шота
- «Пиковая дама» П. И. Чайковского — Герман
- «Царская невеста» Н. А. Римского-Корсакова — Григорий
- «Аида» Дж. Верди — Радамес
- «Отелло» Дж. Верди — Отелло
- «Кармен» Ж. Бизе — Хозе
- «Тоска» Дж. Пуччини — Кавародосси
- «Паяцы» Р. Леонкавалло — Канио

### Московский оперный театр им. К.С. Станиславского
- «Богема» Дж. Пуччини — Рудольф
- «Борис Годунов» М. П. Мусоргского — Григорий
- «Майская ночь» Н. А. Римского-Корсакова — Левко

### Большой театр
- «Трубадур» Дж. Верди — Манрико
- «Гугеноты» Дж. Мейербера — Рауль